# Erich Heckel
Erich Heckel (n. 31 iulie 1883, Döbeln, Regatul Saxoniei, Reich-ul German – d. 27 ianuarie 1970, Radolfzell, Republica Federală Germania) a fost un pictor și grafician german, reprezentant al expresionismului.

## Viața și opera
Erich Heckel s-a născut la 31 iulie 1883 la Döbeln, în apropiere de Dresda, fiu al unui inginer de căi ferate. În 1904, după absolvirea gimnaziului din Chemnitz, începe studii de arhitectură în Dresda, unde se împrietenește cu Karl Schmidt-Rottluff, Fritz Bleyl și Ernst Ludwig Kirchner. Împreună, în 1905, pun bazele grupului „Die Brücke", la care se alătură mai târziu și Max Pechstein. Heckel renunță la studiu și își închiriază un atelier de pictură. Pentru a-și câștiga existența, lucrează ca desenator într-un birou de arhitectură. În anii 1907 până în 1910 petrece lunile de vară împreună cu Schmidt-Rottluff în localitatea Dangast, la Marea Nordului. În anul 1909, în timpul unei călătorii în Italia, artistul vizitează orașele Verona, Padova, Veneția, Ravenna și Roma. În 1911, îl va întâlni pe Kirchner la  Moritzburger Teichen, lângă Dresda, unde va veni uneori și Max Pechstein. Împreună dezvoltă un stil comun în creația artistică.

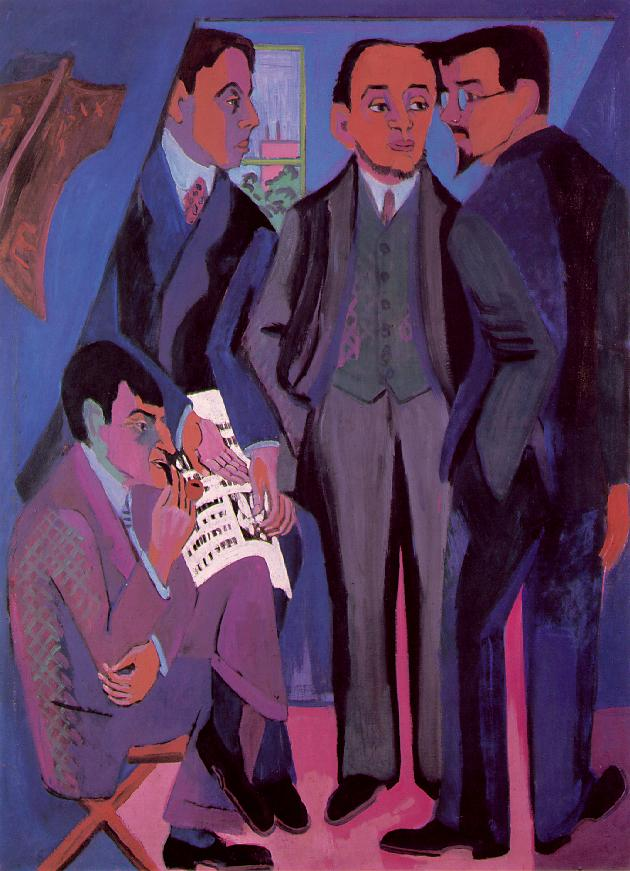
Expresioniștii din "Die Brücke": Otto Mueller, Kirchner, Heckel și Schmidt/Rottluff - Tablou de Ernst Ludwig Kirchner

În toamna anului 1911, Heckel se mută la Berlin, împreună cu Sidi Riha (numele artistic al dansatoarei Milda Frieda Georgi), cu care se va căsători în 1915. Kirchner vine și el în capitala Germaniei. Cercul artiștilor se lărgește, la dezbaterile comune se alătură și Otto Mueller, Franz Marc, August Macke și Lyonel Feininger. În acel timp, arta modernă germană se concentrează la Berlin, din diversele tendințe se va cristaliza expresionismul.
În anul 1913, aventura comună numită „Die Brücke" va lua sfârșit. Din acest moment, fiecare dintre artiști își va urma propriul drum. Heckel organizează prima expoziție individuală în galeria berlineză a lui Fritz Gurlitt.
În timpul primului război mondial, Heckel se angajează voluntar în formațiile „Crucii Roșii” pe lângă trupele germane dislocate în Flandra; aici are ocazia să-l întâlnească pe Max Beckmann. Aversiunea sa față de grozăviile războiului se reflectă într-o serie de gravuri în lemn și litografii, ca Marinarul rănit (1915). Cu ocazia sărbătorilor de Crăciun, pictează pentru răniții dintr-un lazaret tabloul Madonna din Ostende (1915), executat pe o foaie de cort. După sfârșitul războiului, în 1918, se întoarce la Berlin. Participă la o expoziție împreună cu artiști din „Novembergruppe” și devine membru în „Arbeitsrat für Kunst”, care se declară programatic o „Anti-Academie a artiștilor germani”.
În 1922 primește comanda executării unui ciclu de picturi murale în tehnică Secco cu tema „Treptele vieții” (Lebensstufen) pentru muzeul „Anger” din Erfurt. Este singura pictură murală a unui artist din gruparea „Die Brücke" care s-a păstrat până astăzi. Începând cu anul 1920 cutreieră Europa (Sudul Franței, Munții Alpi, Italia, diferite regiuni din Germania. Numeroasele opere rezultate din această perioadă, în special acuarele, demonstrează atașamentul artistului de natură. 
În 1937, oficialitățile naziste îl defăimează ca „artist degenerat”, 729 tablouri sunt îndepărtate din muzeele germane, unele au fost distruse, lui Heckel i se interzice să mai expună. Artistul părăsește în 1941 Berlinul și se stabilește pentru o vreme în Carintia (Austria). Într-un bombardament din anul 1944, atelierul său din Berlin este distrus, Heckel găsește refugiu în localitatea Hemmenhofen de pe lacul Constanța (Bodensee), unde va rămâne până la sfârștul vieții.
După război, între 1949 și 1955, predă cu intermitențe la Academia de Arte din Karlsruhe, unde are ca elevi, printre alții, pe Peter Dreher și Klaus Arnold. Cu ocazia împlinirii a 70 și 80 de ani de viață i se organizează mari expoziții retrospective. În 1965, Paul Vogt publică a amplă monografie asupra creației lui Eric Heckel cu un catalog complet al operelor sale. La 27 ianuarie 1970 Erich Heckel moare în localitatea Radolfzell.

## Caracteristicele operei
(vezi link-ul: Galerie virtuală: operele lui Erich Heckel)
După o primă perioadă, influențat de Van Gogh și de post-impresioniștii francezi, în care utilizează contrastele dramatice ale culorilor, așternute în straturi groase, începând cu anii 1908/09 - sub influența celorlalți artiși din gruparea "Die Brücke" -  în pictura lui Heckel se constată o transformare substanțială în modul de tratare a culorilor. Paleta lui Heckel își pierde verva și prospețimea, devine mai indiferentă, aproape înăbușită, atmosfera pânzelor artistului este din ce în ce mai reținută. După 1920, culorile sunt mai armonizate și mai luminoase, se observă o tendință spre clasicitate și o preferință pentru peisagistică, artistul fiind apropiat de natură. În lucrările realizate după 1940, elementele decorative dobândesc un plus de atenție, autonomia ornamentală a tablourilor căpătând mai multă greutate.

## Distincții
- 1953 – Marea Cruce de Merit a Republicii Federale Germania
- 1957 – Premiul de Artă al Orașului Berlin
- 1961 – Premiul de Artă al Landului Nordrhein-Westfalen
- 1962 – Membru de Onoare al Academiei de Arte din Nürnberg
- 1965 – Doctor honoris causa al Universității Christian-Albrechts din Kiel